# Ometo jezici
Ometo jezici, skupina afrazijskih jezika, koja čini ogranak šire skupine gonga-gimoja. Sastoji se od nekoliko podskupina s ukupno 12 jezika koji se govore u Etiopiji, to su: a) centralnoometski sa 7 jezika; b) istočnoometski s 3 jezika; c) zapadnoometski s jezikom basketo [bst]; d) jezik male [mdy].

## Vanjske poveznice
- Ethnologue (14th)
- Ethnologue (15th)